# Hosackia confinis
Hosackia confinis là một loài thực vật có hoa trong họ Đậu. Loài này được (Greene) Brand mô tả khoa học đầu tiên năm 1898.